# Флорио, Антонио
Антонио Флорио (итал. Antonio Florio, род. в 1956 году в Бари) — итальянский дирижёр, специализирующийся на исполнении старинной музыки, основатель и художественный руководитель ансамбля «La Cappella musicale della Pieta de’ Turchini» (с 2010 года — «Cappella Neapolitana»).

## Биография
Антонио Флорио родился в 1956 году в Бари, где получил высшее музыкальное образование в местной консерватории, занимаясь в классе композиции под руководством Нино Рота, а также как виолончелист и пианист. Впоследствии он углубил свои знания в области инструментальной музыки барокко, став крупным специалистом в старинной музыке и её аутентичном исполнении. После основания ансамбля «I Turchini» («La Cappella musicale della Pieta de’ Turchini») в Неаполе (1987 год) он посвятил свою творческую деятельность пропаганде неаполитанской музыки XVII и XVIII века и исследовательской работе, целью которой являются поиски, восстановление и исполнение шедевров оперной музыки Неаполя в итальянских и европейских театрах Среди опер, впервые исполненных под управлением Антонио Флорио: опера «Монтесума» Франческо Де Майо (впервые поставленная в 1765 году), оперы Франческо Провенцале, Франческо Боэрио, Гаэтано Латилла, Леонардо Винчи, Джованни Паизиелло, Франческо Кавалли. Среди его наиболее значительных проектов в последние годы — опера Леонардо Винчи «Партенопа», впервые исполненная в 2004 году и затем неоднократно возобновлявшаяся в различных постановках в 2009-2011 годы, за это время она была представлена в Неаполе (Театр Сан-Карло), Сантандере, Ла-Корунье, Севилье, Мурсии 2010 году спектакль получил Oviedo Award за лучшую театральную постановку.
В 2005 году Антонио Флорио осуществил оригинальный музыкально-театральный проект, исполнив «Мнимую садовницу» итальянского композитора Паскуале Анфосси и представив вслед за ней одноименную оперу Моцарта. В 2006 году он получил премию на Средиземноморском фестивале старинной музыки в Бари. В 2008 году Флорио осуществил постановку в театре Валли в Реджо-Эмилии и в оперном театре Меркаданте в Неаполе редкой оперы «Алидоро, или Золотые крылья» итальянского композитора Леонардо Лео (1740 год). Эта постановка была записана на DVD и в 2010 году удостоена престижных премий Diapason d’Or и Orphée d’Or во Франции. В том же году он был награждён премией имени Luis Gracia Iberni в Астурии за лучшую музыкальную интерпретацию за исполнение оперы «L’Ottavia restituita al Trono» Доменико Скарлатти, представленной в Сан-Себастьяне в августе 2007 года. В 2008 году Флорио с ансамблем «I Turchini» («La Cappella musicale della Pieta de’ Turchini») стал обладателем премии города Неаполя в номинации «Occult Excellencies». В 2009 году он осуществил концертное исполнение оперы «Ацис, Полифем и Галатея» Генделя на MiTo-фестивале (Teatro dell’Arte в Милане), в Teatro Regio в Турине (уже в сценической версии с режиссурой Давида Ливермора) и в Teatrino di Corte di Palazzo Reale в Неаполе.
В последние годы Флорио осуществил несколько постановок в Венском Konzerthaus. С ансамблем «La Cappella musicale della Pieta de’ Turchini» он гастролировал в США, Японии, Китае, странах Европы. В сентябре 2014 года Антонио Флорио и ансамбль «Cappella Neapolitana» с успехом выступили на концерте фестиваля Earlymusic в Санкт-Петербурге. Исполнялись арии и инструментальные фрагменты из неаполитанских опер XVII и XVIII века. Солистом выступил известный итальянский тенор и драматический актёр Пино де Витторио.

## Педагогическая деятельность
Значительна музыкально-педагогическая деятельность дирижёра. Антонио Флорио вёл семинары и лекции по барочному вокалу и камерной музыке в Центре барочной музыки в Версале, в консерватории Тулузы. Он является руководителем кафедры камерной музыки в консерватории Сан-Пьетро Маджелла в Неаполе. Также, Флорио является художественным руководителем лаборатории изучения музыки барокко Ассоциации Неаполя имени Скарлатти.

## Награды
- 1999 год. Diapason d’Or за запись: Napolitane — villanelle, arie, moresche 1530—1570. Ensemble Micrologus and Cappella de' Turchini. Opus 111/OPS 30-214. 1998.
- 2006 год. Премия на Средиземноморском фестивале старинной музыки в Бари.
- 2008 год. Премия города Неаполя в номинации «Occult Excellencies».
- 2010 год. Oviedo Award за лучшую оперную постановку года.
- 2010 год. Diapason d’Or и Orphée d’Or от Académie du Disque Lyrique за запись: Leo, L. L’Alidoro («The golden wings»). Cappella de' Turchini. Hong Kong: Naxos Digital Services US Inc. 2010.
- 2010 год. Премия имени Luis Gracia Iberni за лучшую музыкальную интерпретацию.

## Дискография
Фирма звукозаписи Symphonia (Болонья):
- Vespro Solenne (Napoli 1632). G. M. Sabino, Majello, Bartolo. Symphonia 91S04. 1993.
- Cantate Napoletane Vol. I. Oh cielo, oh amore. Symphonia 91S09.
- Lo Monteverde Voltato a lo Napolitano. Cerronio, A. Sabino, G.M. Sabino, F. Sabino, Falconieri, Stella. Symphonia 93S19.
- Sui palchi delle stelle — Musica sacra nei all’epoca di Provenzale. Symphonia93S20. 1994.
- Cantate Napoletane Vol.II. Cantate, Canzonette e Dialoghi. Provenzale, Gaetano Greco. Symphonia 94S29. 1995.
- Magnificat anima mea — I. Culto Mariano e l’Oratorio Filippino nella Napoli del’600 Antonio Nola, Fabrizio Dentice («passeggiati da Donatello Coya»), Beatus Vir by Provenzale, Magnificat by * Salvatore. Symphonia 95138. 1996.
- Cantate Napoletane Vol.III. L’Amante Impazzito. Faggioli, Provenzale, Durante. Symphonia 96147.

Фирма звукозаписи Opus111 (Париж):
- Per la nascita del Verbo. Antonio Florio; Cristoforo Caresana; Orazio Giaccio; Bernardo Storace; Cappella della Pietà de' Turchini. Paris: Naïve. Opus 111. [2007]. 1996.
- Caresana. Per la Nascita del Verbo. La caccia del toro. La tarantella. La pastorale. Florio. Tesori di Napoli. Vol.1, reissued 2007.
- Provenzale. Passione. Salvatore. Stabat Mater. Litanie. Tesori di Napoli. Vol.2
- L’Opera Buffa Napoletana. Leo. Arias from L’Alidoro. La Fente zengare. Vinci. Arias. Florio. 1996. Tesori di Napoli. Vol.3.
- L’opera buffa napoletana. Antonio Florio; Leonardo Vinci; Leonardo Leo; Domenico Auletta; Giovanni Battista Mele; Giovanni Battista Pergolesi; Cappella della Pietà de' Turchini. . 1997.
- Provenzale. sacred opera: La colomba ferita 1672 (2CD) Florio. Tesori di Napoli. Vol.4.
- Provenzale. Vespro. 8 psalms. Caresana Vanitas vanitatum. 1998. Tesori di Napoli. Vol.5.
- Provenzale. Motetti — 4 motets for 2 sopranos. Avitrano sonatas. 1999. Tesori di Napoli. Vol.6.
- Napolitane — villanelle, arie, moresche 1530—1570. Luigi Dentice, G.D. da Nola, da Milano, Fontana, di Maio, et al. Ensemble Micrologus and Cappella de' Turchini. 1999. Tesori di Napoli. Vol.7.
- Leonardo Vinci. Li zite 'ngalera (The Lovers on the Galley) commedia per musica — opera buffa in Neapolitan dialect (2CD). Tesori di Napoli. Vol.8.
- Jommelli. Veni Creator Spiritus. Jommelli, Nicola Porpora, Barbella, Sabatino, and Cafaro. 1999. Tesori di Napoli. Vol.9.
- Giuseppe Cavallo (d.1684). oratorio: Il Giudizio universale 1681. Tesori di Napoli. Vol.10.
- Gaetano Latilla. La Finta Cameriera (Naples, 1738). 2CD. Tesori di Napoli. Vol.11.
- Festa Napolitana — Giramo, Giaccio, Piccinni, Negri, Cottrau. 2001. Tesori di Napoli. Vol.12.
- Jommelli. intermezzo: Don Trastullo. 2002. Tesori di Napoli. Vol.13.
- Paisiello Pulcinella vendicato. Tesori di Napoli. Vol.14.
- Provenzale. La bella devozione — Pangue lingua. Dialogo per la Pascua II. Caresana Missa a 8 Florio. Tesori di Napoli. Vol.16.
- Napoli/Madrid — Vinci, Nebra, Petrini. Cantate e Intermezzi. Opus111/Naïve OP 30274. 2007.

Фирма звукозаписи Naïve (Франция):
- Francesco Cavalli. Statira, Principessa di Persia. 2CD (OP 30382 Naïve). 2004.Tesori di Napoli. Vol.15.
- Festa napoletana. Antonio Florio; Pietro Antonio Giramo; Orazio Giaccio; Francesco Grillo; Cristoforo Caresana; Leonardo Vinci; Nicolò Jommelli; Niccolò Piccinni; Gennaro Negri; Teodoro Cottrau; * Cappella della Pietà de' Turchini. France. [2010].
- Passione Vespro. Antonio Florio; Francesco Provenzale; Giovanni Salvatore; Gian Carlo Cailò; Francesco Rossi; Giuseppe Tricarico; Giuseppe Giamberti; Cristoforo Caresana; Cappella della Pietà de' * Turchini. Hong Kong: Naxos Digital Services/Naive. [2010].

Фирма звукозаписи Glossa (Испания):
- Caresana. L’Adoratione de' Maggi — 4 Christmas cantatas, Partenope, secular cantata, 2011. Gaetano Veneziano. Tenebrae. 2011.
- reissue of 3 vols of Neapolitan cantatas 1991-96 as Il Canto della Sirena. 2011. Provenzale et al. Glossa GCD 922603 (3 CDs Reissue of Symphonia SY91S09, SY94S29, & SY96147). Pino De Vittorio, tenor.
- Il viaggio di Faustina. Roberta Invernizzi. Arias for Faustina Bordoni. Bononcini, Hasse, Porpora, Mancini and Vinci. 2012.
- Il Tesoro di San Gennaro. Nicola Fago, A. & D. Scarlatti, Caresana and Veneziano.

На других фирмах звукозаписи:
- Badia. La Fuga in Egitto. Florio (ORF). Recorded for radio 1996, released 2001.
- Provenzale. Missa Defuntorum. Caresana. Dixit Dominus. Florio. 2007.
- P.A. Fiocco (1654—1714, father) Missa concertata quinti toni. Sacri concerti. Florio. 2009.
- Cantate napolitane del ‘700. Fiorenza, Grillo, Leo, de Majo, Ugolino. 2009.
- Leo. L’Alidoro (The golden wings) comic opera. Production at Reggio Emilia, February 2008, DVD Dynamic — 2009.
- Jommelly, N. Cantata e disfida di Don Trastullo. Antonio Florio; Roberta Invernizzi; Niccolo Jommelli; Giuseppe Naviglio; Rosario Totaro; Cappella della Pietà de' Turchini. [2010].